# Merv
Pour les articles homonymes, voir MERV (homonymie) et marv.
Merv, parfois orthographiée Marv (en turkmène : Merw ; en farsi : مرو Marw), autrefois satrapie de Margiane, était une ville de l'Asie centrale, sur la route historique de la soie.
Ses vestiges sont situés aujourd'hui près de la ville de Mary au Turkménistan.

## Historique
C'est une ville plusieurs fois millénaire selon le Zend Avesta du prophète iranien Zarathoustra. Des traditions hindoues et arabes en font « le siège du paradis terrestre ».
La ville a connu plusieurs refondations au cours d'une histoire multi-millénaire et a connu divers noms comme « Mourou » à l'époque achéménide, puis « Alexandrie de Margiane » (ville fondée par Alexandre) et enfin « Antioche de Margiane » sous les Macédoniens.
Ce fut un important évêché du christianisme nestorien entre le VIe  et le XIVe siècle. En 651, le dernier roi perse sassanide, Yazdgard III, fut assassiné à Merv.
Merv fut un temps capitale des Seldjoukides avant leur avancée vers l'Iran.
Omar Khayyam (1048-1131) y séjourna de 1116 à 1118 et s'y consacra à des travaux d'astronomie avant de revenir finir sa vie dans sa ville natale de Nishapur.
Ce fut une ville de haute culture, renommée pour ses dix bibliothèques, et Rumi (1179-1229) y resta deux ans, peu avant sa destruction par les Mongols en 1221.
En 1999, le Parc national historique et culturel de l’« Ancienne Merv » a été inscrit au patrimoine mondial de l'humanité par l'UNESCO. Le Mausolée du sultan Ahmad Sanjar fait partie de l'Ancienne Merv.

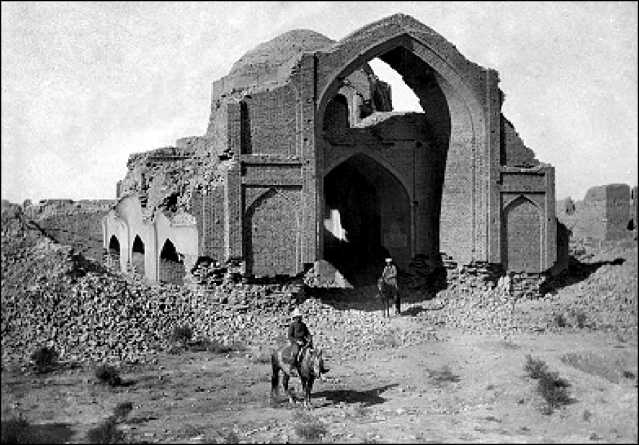
Mosquée en ruine, Merv, 1890 ?
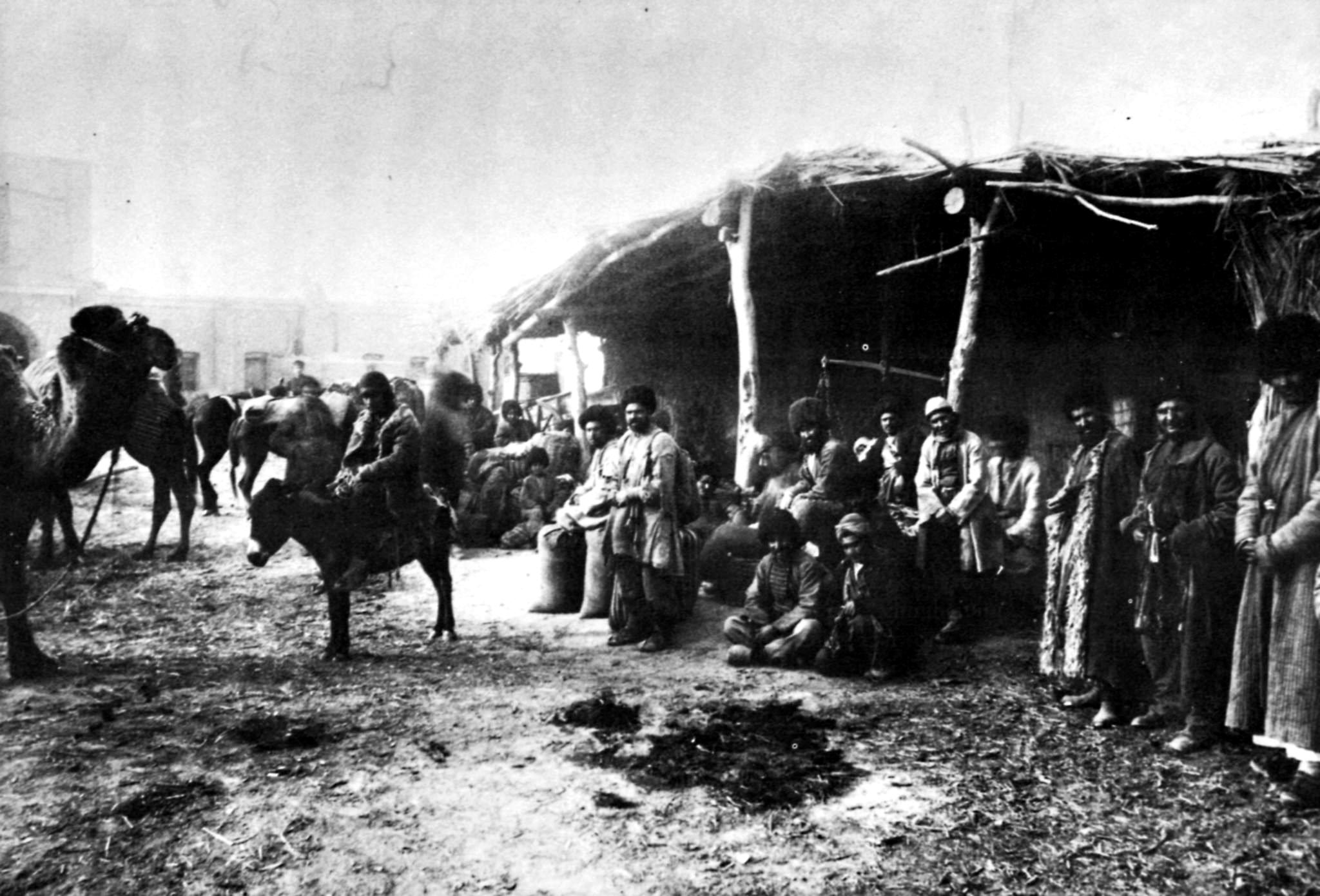
Merv, caravansérail, 1890
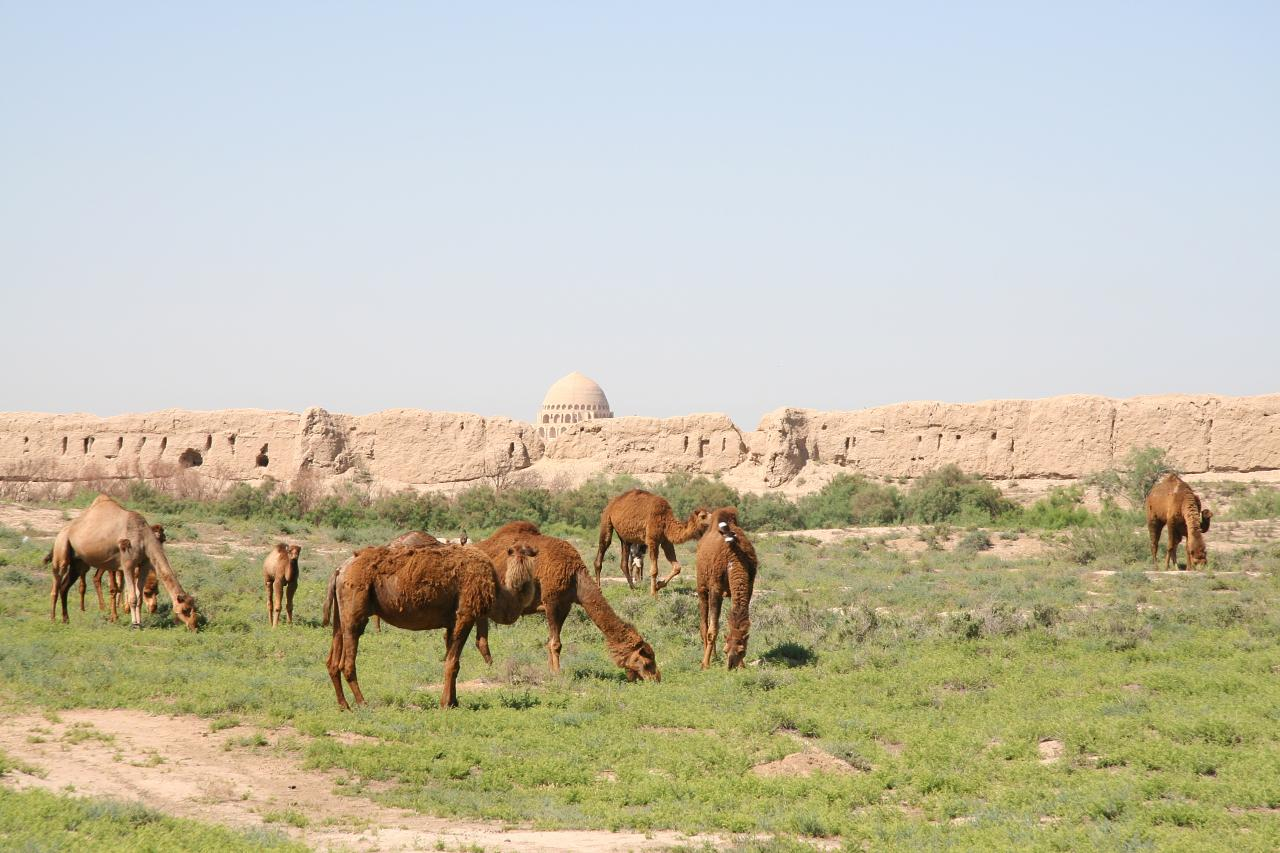
Chameaux en pâture, sur fond de ruines
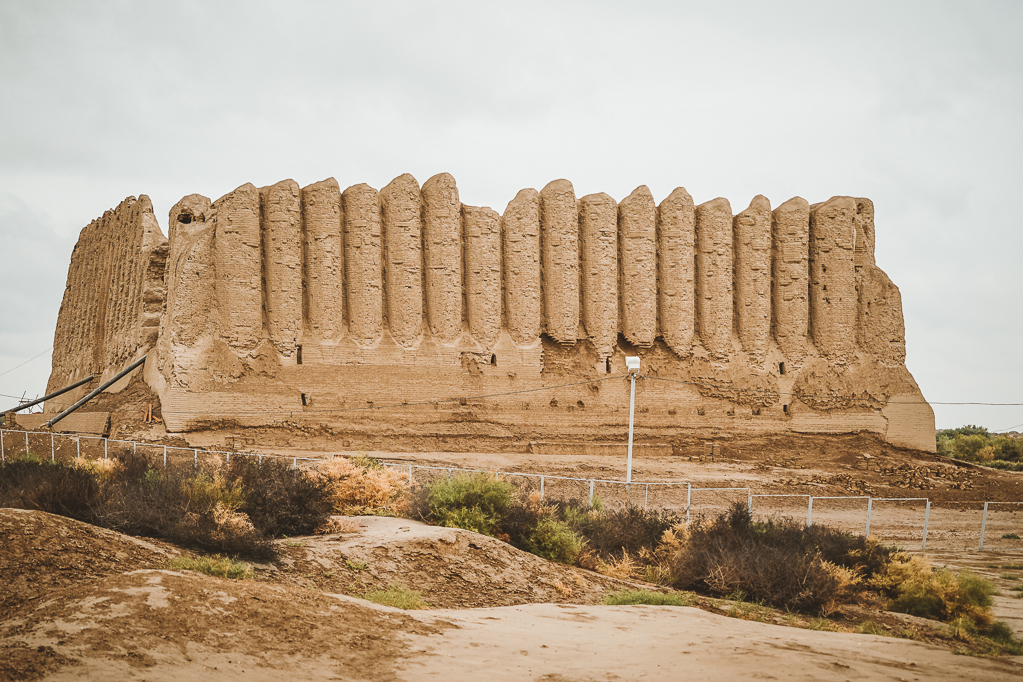
Ruines du Grand Kyz Kala, palais